# Baldassare Franceschini
Baldassare Franceschini, född 1611 i Volterra (därför kallad Volterrano), död 1689, var en italiensk målare.
Franceschini fick sin utbildning i Florens, där han utförde åtskilliga stora fresker.